# Amatorowie herbaty i kuriera
Amatorowie herbaty i kuriera – obraz olejny na płótnie autorstwa Feliksa Pęczarskiego, o wymiarach 91,5x76,5 cm. Datowany jest na prawdopodobnie 1826 rok. Własność Muzeum Ziemi Kujawskiej i Dobrzyńskiej we Włocławku.
Według niektórych źródeł, obraz jest tożsamy z dziełem pt. Czytelnicy Kuriera, wystawianym dwukrotnie w Warszawie w 1845 roku, które miało powstać właśnie ok. tego roku. Chodzi tu jednak o inny obraz o tej samej tematyce, sprzedany w 1917 roku w warszawskim antykwariacie. To dzieło (bądź jego autorska replika) współcześnie również znajduje się w kolekcji Muzeum Ziemi Kujawskiej i Dobrzyńskiej we Włocławku.

## Opis
Obraz przedstawia dwóch mężczyzn siedzących przy stole, prawdopodobnie w warszawskiej kawiarni. Jeden z nich, siedzący po prawej stronie, pali papierosa. Drugi, ubrany w orientalne nakrycie głowy, czyta gazetę: Kuriera Warszawskiego. Stół zastawiony jest szklankami z herbatą, cukiernicą i papierośnicą, co stanowi swego rodzaju martwą naturę.

## Historia
Dzieło powstało prawdopodobnie w 1826 roku w Warszawie. Obecnie znajduje się w Muzeum Ziemi Kujawskiej i Dobrzyńskiej we Włocławku, w mieście, gdzie Pęczarski spędził ostatnich piętnaście lat życia. Placówka konsekwentnie nabywa obrazy malarza. Licząca 12 dzieł kolekcja jest obecnie jedną z największych w Polsce. W przyszłości muzeum planuje utworzenie wystawy stałej dzieł artysty.
Jeszcze w 1990 roku, Zbiory Sztuki we Włocławku posiadały jedynie dwa obrazy Pęczarskiego. Wśród nich byli już Amatorowie herbaty i kuriera. Do MZKiD dzieło mogło trafić za pośrednictwem ks. Ignacego Lasockiego. Płocki kolekcjoner sztuki posiadał duży prac dzieł Pęczarskiego, które po 1907 roku konsekwentnie wyprzedawał w celu sfinansowania budowy sierocińca. We Włocławku znajdują się m.in. prawdopodobne portrety jego rodziców, Ignacego Lasockiego oraz Natalii Polemir-Stekert. Trafiły one jednak do tej kolekcji po 1990 roku. W 1897 r. Lasocki odkupił trzy obrazy rodzajowe od spadkobierców handlarza win p. Bębenkowskiego. Ten nabył je bezpośrednio u artysty podczas jego pobytu w Płocku w 1850 roku. Następnie zdobiły one wnętrze jego kantoru. Wśród nich byli sławni Szulerzy przy świecy, a także obraz pod nazwą Amatorowie herbaty. Janusz Maciej Michałowski, historyk sztuki, autor artykułu pt. Feliks Pęczarski w Płocku utożsamia go z obrazem z ok. 1845 roku, sprzedanym w 1917 r. w antykwariacie w Warszawie. Także Piotr Cyniak w artykule dla Fundacji promocji sztuki „Niezła sztuka” utożsamia go z Amatorami herbaty i kuriera z połowy lat czterdziestych, którzy obecnie są własnością Muzeum Ziemi Kujawskiej i Dobrzyńskiej we Włocławku. Niewykluczone jest również, że to ostatnie dzieło może być repliką autorską obrazu wystawionego w Warszawie.
W 2019 roku obraz Amatorowie herbaty i kuriera z 1826 roku został poddany konserwacji w pracowni Edyty Hankowskiej-Czerwińskiej we Włocławku, w ramach programu Ministerstwa Kultury i Dziedzictwa Narodowego pod nazwą Wspieranie działań muzealnych. Program obejmował też konserwację i odrestaurowanie ram trzech portretów aut. Pęczarskiego - małżeństwa Lasockich oraz niezidentyfikowanego mężczyzny. Po renowacji, został pokazany na wystawie czasowej w grudniu 2019 r. pod nazwą Cenne dzieło Feliksa Pęczarskiego po konserwacji. Wystawie towarzyszyła prezentacja filmu krótkometrażowego o tym samym tytule, poświęconego postaci malarza oraz ukazującego przebieg prac konserwatorskich.